# Dufauxia guaicurana
Dufauxia guaicurana là một loài bọ cánh cứng trong họ Cerambycidae.